# Гренада на Светском првенству у атлетици у дворани 2016.
Гренада је учествовала на 16. Светском првенству у атлетици у дворани 2016. одржаном у Портланду од 17. до 20. марта. Репрезентацију Гренаду на њеном осмом учествовању на светским првенствима у дворани представљала су три атлетичара који су се такмичили у 2 дисциплине.,
На овом првенству такмичари Гренаде нису освојили ниједну медаљу али је оборен један национални рекорд. У табели успешности према броју и пласману такмичара који су учествовали у финалним такмичењима (првих 8 такмичара) Гренада је са 2 учесника у финалу делила 26. место са 8 бодова.
| Пл.  | Земља   | 1. место | 2. место | 3. место | 4. место | 5. место | 6. место | 7. место | 8. место | Бр. фин. | Бод. |
| ---- | ------- | -------- | -------- | -------- | -------- | -------- | -------- | -------- | -------- | -------- | ---- |
| =26. | Гренада | 0        | 0        | 0        | 1        | 0        | 1        | 0        | 0        | 2        | 5    |

## Учесници
Мушкарци:
- Бралон Таплин — 400 м
- Пејтон Хазард — 400 м
- Курт Филикс — Седмобој

## Резултати

### Мушкарци
| Атлетичар     | Дисциплина | Лични рекорд | Квалификације | Квалификације | Полуфинале           | Полуфинале           | Финале               | Финале       | Детаљи |
| Атлетичар     | Дисциплина | Лични рекорд | Резултат      | Место         | Резултат             | Место                | Резултат             | Место        | Детаљи |
| ------------- | ---------- | ------------ | ------------- | ------------- | -------------------- | -------------------- | -------------------- | ------------ | ------ |
| Бралон Таплин | 400 м      | 45,20        | 46,24 КВ      | 1. у гр. 3    | 45,38                | 1. у гр. 1           | 46,56                | 4 / 26 (30)  |        |
| Пејтон Хазард | 400 м      | 46,60        | 47,61         | 4. у гр. 5    | Није се квалификовао | Није се квалификовао | Није се квалификовао | 20 / 26 (30) |        |

#### Седмобој
| Дисциплина   | Курт Филикс | Курт Филикс | Курт Филикс | Курт Филикс | Курт Филикс | Курт Филикс |
| Дисциплина   | Лич. рек.   | Рез.        | Бод.        | Плас.       | Укупно      | Плас.       |
| ------------ | ----------- | ----------- | ----------- | ----------- | ----------- | ----------- |
| 60 м         | 7.04        | 7,00 ЛР     | 882         | 4.          | 882         | 4.          |
| Скок удаљ    | 7.74о       | 7,45        | 922         | 4.          | 1.804       | 4.          |
| Бацање кугле | 15,23о      | 15,02 ЛРС   | 791         | 1.          | 2.595       | 3.          |
| Скок увис    | 2,17        | 2,11 ЛРС    | 906         | 1.          | 3.501       | 2.          |
| 60 м препоне | 8,31        | 8,34        | 898         | 10.         | 4.399       | 3.          |
| Скок мотком  | 4,61        | 4,50        | 760         | 10.         | 5.159       | 5.          |
| 1.000 м      | 2:42,91     | 2:44,23 ЛРС | 827         | 8.          | 5.986       | 6.          |
| Укупно       | 5.771       |             |             |             | 5.986 НР    | 6 / 10 (11) |